# Đại học Istanbul
Đại học Istanbul (tiếng Thổ Nhĩ Kỳ: İstanbul Üniversitesi), là một trường đại học nghiên cứu công lập tại Istanbul, Thổ Nhĩ Kỳ. Tiền thân của trường được Mehmed II thành lập vào ngày 30 tháng 5 năm 1453, một ngày sau khi Constantinopolis thất thủ và là trường đại học đầu tiên của Đế quốc Ottoman được cải cách theo mô hình đại học châu Âu. Đại học Istanbul được thành lập vào năm 1933 và là trường đại học đầu tiên của Thổ Nhĩ Kỳ.
Đại học Istanbul có 58.809 sinh viên đại học, sinh viên sau đại học và nghiên cứu sinh thuộc 112 đơn vị học thuật, bao gồm các khoa, viện nghiên cứu, trường, trường dạy nghề, tại 9 khuôn viên. Khuôn viên chính của Đại học Istanbul nằm bên cạnh Quảng trường Beyazıt ở quận Faith của Istanbul.
Cựu sinh viên Đại học Istanbul bao gồm Aziz Sancar, người đoạt Giải Nobel Hóa học vào năm 2015, Orhan Pamuk, người đoạt Giải Nobel Văn học vào năm 2006, Tổng thống Thổ Nhĩ Kỳ Abdullah Gül, sáu thủ tướng Thổ Nhĩ Kỳ, bao gồm Suat Hayri Ürgüplü, Sadi Irmak, Nihat Erim, Refik Saydam, Naim Talu, Yıldırım Akbulut, Thị trưởng Istanbul Ekrem İmamoğlu, Tổng thống Israel Yitzhak Ben-Zvi và hai thủ tướng Israel, David Ben-Gurion và Moshe Sharett.

## Lịch sử
Năm 425, Hoàng đế Đế quốc Đông La Mã Theodosius II thành lập Đại học Constantinople với tên gọi Pandidactorium. Sau khi Constantinopolis thất thủ vào năm 1453, trường được gọi là Trường Chính thống giáo Hy Lạp Phanar. Sau khi chinh phục Constantinopolis, Sultan Mehmed II giao cho Molla Mehmet Zeyrek Efendi nhiệm vụ chuyển Tu viện Pantokrator thành một trường madrasa và bổ nhiệm ông làm hiệu trưởng đầu tiên. Trường tiếp tục giảng dạy ở đó cho đến khi các tòa nhà mới được xây dựng xung quanh Nhà thờ Hồi giáo Fatih. Trong giai đoạn đầu, trường hoạt động như một madrasa. Nhà thiên văn học nổi tiếng Ali Qushji đóng góp đáng kể vào việc thiết lập giáo dục đại học tại Istanbul và dạy toán tại trường. Trường Sahn-ı Seman được coi là tiền thân của Đại học Istanbul. Trường giảng dạy nhiều ngành khác nhau, bao gồm y học, toán học, thiên văn học, bản đồ học, địa lý, lịch sử, triết học, tôn giáo, văn học, bác ngữ học và luật pháp, và đóng vai trò quan trọng trong việc giáo dục tầng lớp cầm quyền của Đế quốc Ottoman.

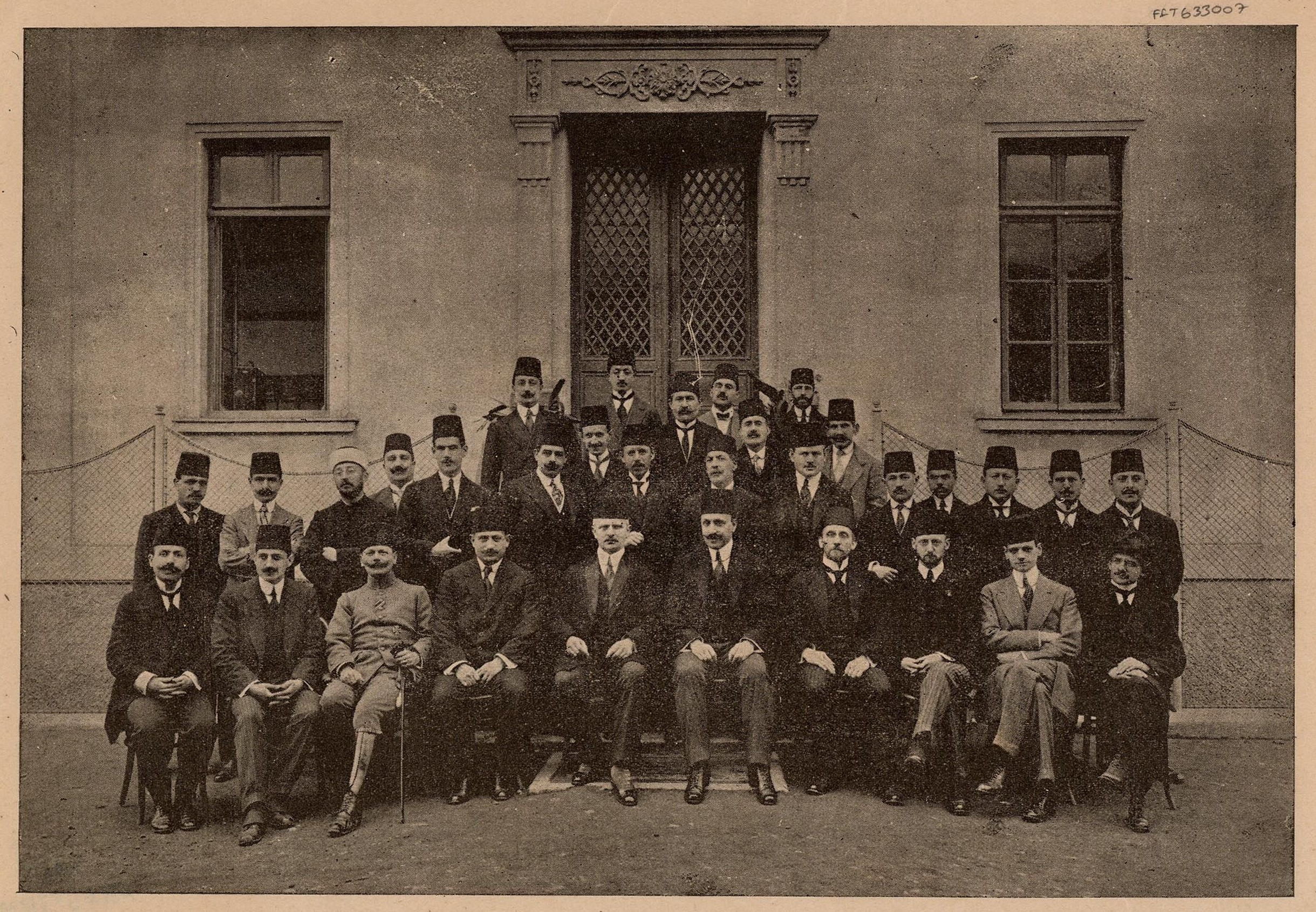
Faculty members of Istanbul University with Director Kemal Bey and the teaching staff, circa 1915.

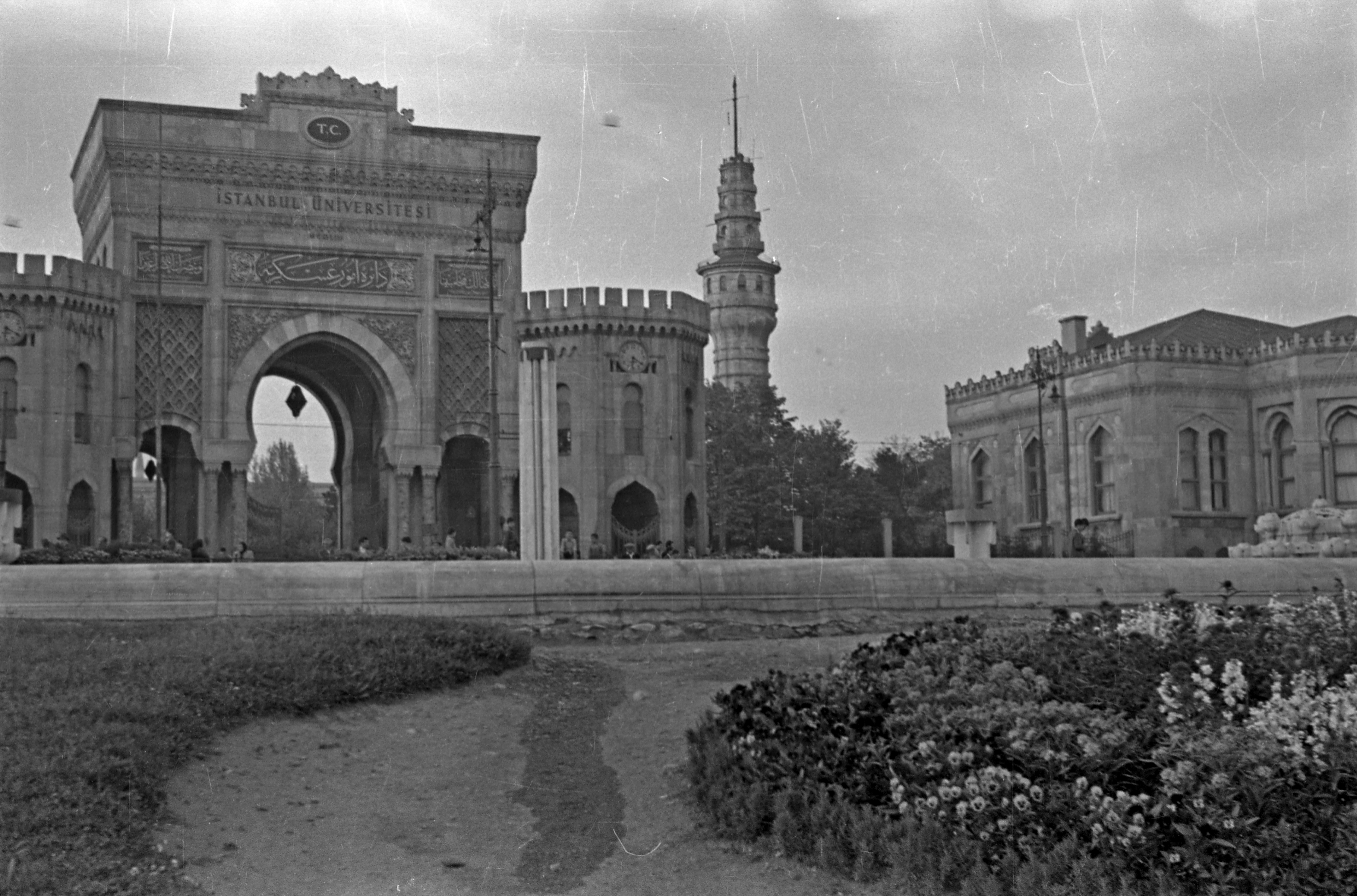
Cổng chính của Đại học Istanbul, thập niên 1950.

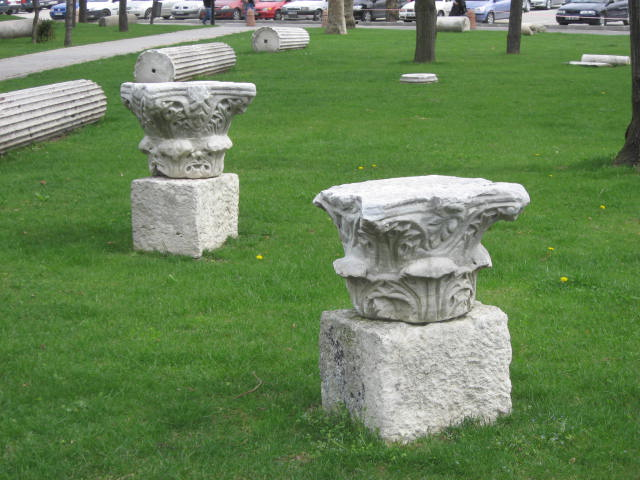
Di tích cuối thời kỳ Đế quốc La Mã và đầu thời kỳ Đế quốc Đông La Mã tại Đại học Istanbul bên cạnh Tháp Beyazıt.

Năm 1863, một cơ sở giáo dục bậc cao tên là Trường Bách khoa Ottoman (tiếng Thổ Nhĩ Kỳ: Darülfünûn-u Osmanî) được thành lập. Hiệu trưởng đầu tiên của trường là Hasan Tahsini, được coi là một trong những học giả Ottoman quan trọng nhất vào thế kỷ 19. Trường bị giải thể vào năm 1871. Năm 1874, Trường Bách khoa Hoàng gia (tiếng Thổ Nhĩ Kỳ: Darülfünûn-u Sultanî, tiếng Pháp: Université Impériale Ottoman) bắt đầu giảng dạy một số môn luật bằng tiếng Pháp, nhưng bị giải thể vào năm 1881.
Ngày 31 tháng 12 năm 1863, Trường Bách khoa Sultan bắt đầu giảng dạy môn vật lý ứng dụng. Ngày 20 tháng 12 năm 1870, trường được đổi tên thành Trường Bách khoa Ottoman (tiếng Thổ Nhĩ Kỳ: Darülfünûn-u Osmanî) và được cải tổ nhằm đáp ứng nhu cầu giảng dạy các môn học khoa học kỹ thuật hiện đại. Ngày 1 tháng 9 năm 1900, trường được đổi tên thành Trường Bách khoa Hoàng gia và bắt đầu giảng dạy các môn toán, văn học và thần học. Ngày 20 tháng 4 năm 1912, trường được đổi tên thành Trường Bách khoa Istanbul và thành lập các Trường Y, Trường Luật, Trường Khoa học ứng dụng, Trường Văn học và Trường Thần học.
Ngày 21 tháng 4 năm 1924, Thổ Nhĩ Kỳ công nhận Trường Bách khoa Istanbul là một cơ sở giáo dục nhà nước. Ngày 7 tháng 10 năm 1925, trường được trao quyền tự chủ về mặt hành chính và các trường của hệ thống madrasa cũ được cải tổ thành năm khoa y, luật, văn chương, thần học và khoa học. Các giáo sư của trường được đảm bảo quyền tự do học thuật. Ngày 1 tháng 8 năm 1933, Trường Bách khoa Istanbul được cải tổ thành Đại học Istanbul theo các cải cách giáo dục của Mustafa Kemal Atatürk. Đại học Istanbul chính thức khai giảng vào ngày 1 tháng 11 năm 1933.
Trước Chiến tranh thế giới thứ hai, nhiều nhà khoa học người Đức gốc Do Thái trong các lĩnh vực như y học, khoa học tự nhiên và nhân văn buộc phải rời khỏi Đức Quốc Xã và chuyển đến Đại học Istanbul, góp phần phát triển các chương trình giảng dạy, nghiên cứu và cải thiện môi trường học thuật của trường.

## Khuôn viên

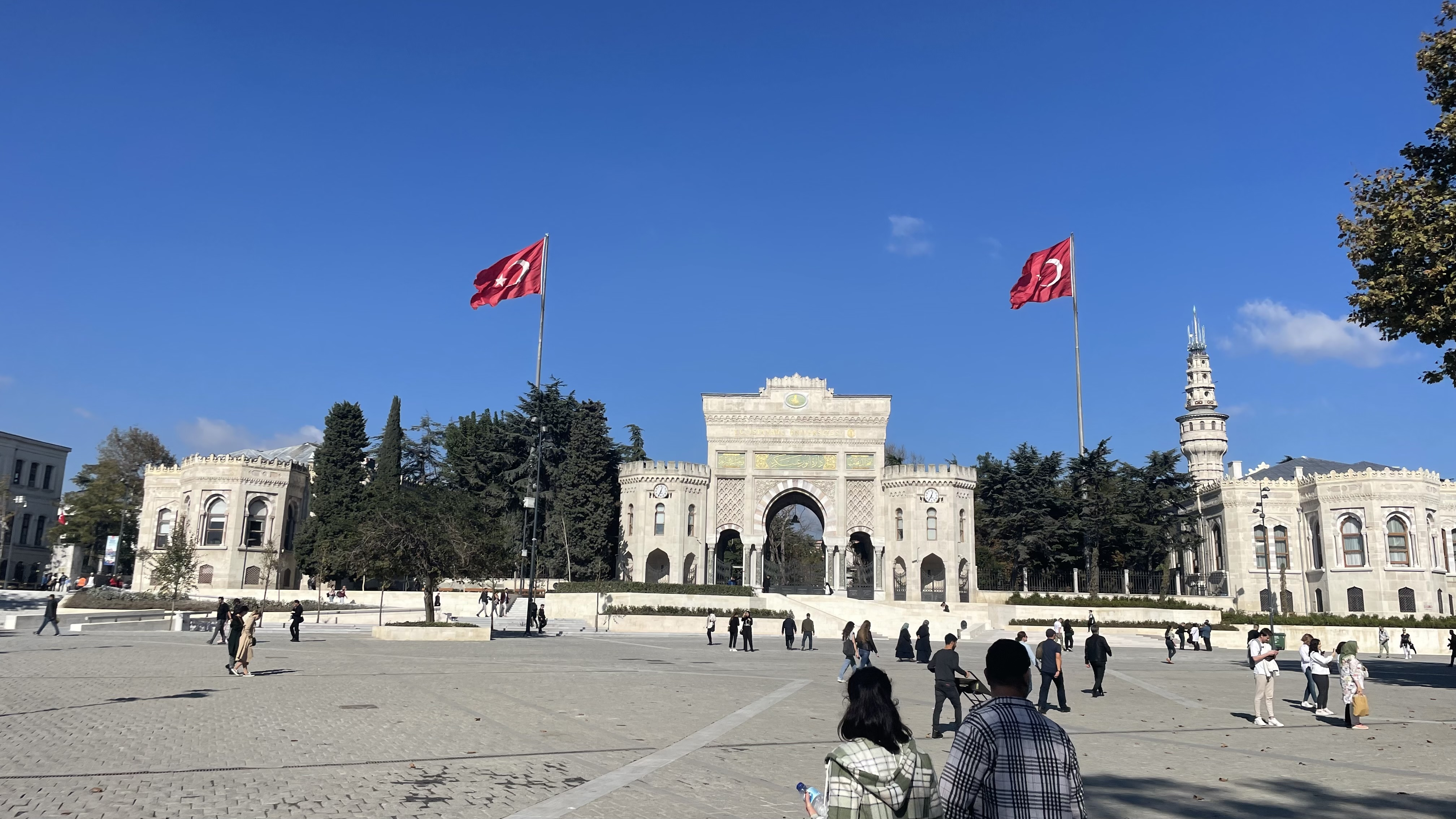
Cổng chính của Đại học Istanbul tại Quảng trường Beyazıt Square, phía sau là Tháp Beyazıt ở phía bên phải cột cờ.

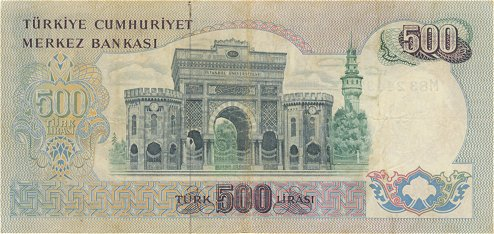
Cổng chính của Đại học Istanbul trên mặt sau của tờ tiền 500 lira (1971–1984).

Đại học Istanbul gồm 17 khoa tại năm khuôn viên. Khuôn viên chính của Đại học Istanbul nằm tại Quảng trường Beyazıt, được Constantinus Đại đế xây dựng vào năm 393 với tên gọi Diễn đàn Tauri và được Theodosius I mở rộng thành Diễn đàn Theodosius vào thời kỳ Đế quốc La Mã. Một số di tích từ thời kỳ Đế quốc La Mã và Đế quốc Đông La Mã còn tồn tại trên khuôn viên.
Sau một trận động đất vào năm 1894, Tòa nhà Hiệu trưởng được kiến trúc sư người Ý Raimondo D'Aronco trùng tu. Năm 1950, tòa nhà được Ekrem Hakkı Ayverdi trùng tu. Lần trùng tu gần đây nhất, bao gồm mặt tiền và làm sạch đá cẩm thạch, diễn ra vào năm 1998. Cổng chính của Đại học Istanbul được in trên mặt sau của tờ tiền 500 lira Thổ Nhĩ Kỳ được phát hành từ năm 1971 đến năm 1984.
Bên trong tòa nhà là Thư viện Sách quý do Mimar Kemaleddin thiết kế. Thư viện lưu giữ khoảng 93.000 tài liệu, bao gồm sách in và bản thảo, tạp chí, báo, bản đồ, kế hoạch và ghi chú bằng tiếng Thổ Nhĩ Kỳ, tiếng Ả Rập, tiếng Ba Tư, tiếng Hy Lạp và tiếng Latinh. Thư viện cũng lưu giữ 36.585 bức ảnh thuộc Bộ sưu tập Abdul Hamid II. Ngoài ra, thư viện lưu giữ tài liệu của những nhân vật chính trị, trí thức nổi bật của Thổ Nhĩ Kỳ, ví dụ như Zakirbaşı Hüseyin Halis Efendi, Hasan Rıza Pasha, Đại Vizia İbrahim Hakkı Pasha, Sheikh-ul-Islam Pirizade Mehmet Sahip Molla và İbnülemin Mahmut Kemal İnal. Năm 1925, tài liệu của Thư viện Cung điện Yıldız được chuyển đến Thư viện Sách quý.

## Cựu sinh viên nổi tiếng

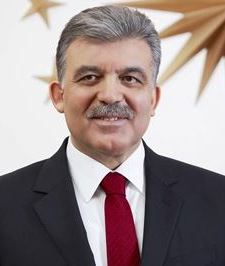
Abdullah Gül, Tổng thống Thổ Nhĩ Kỳ thứ 11
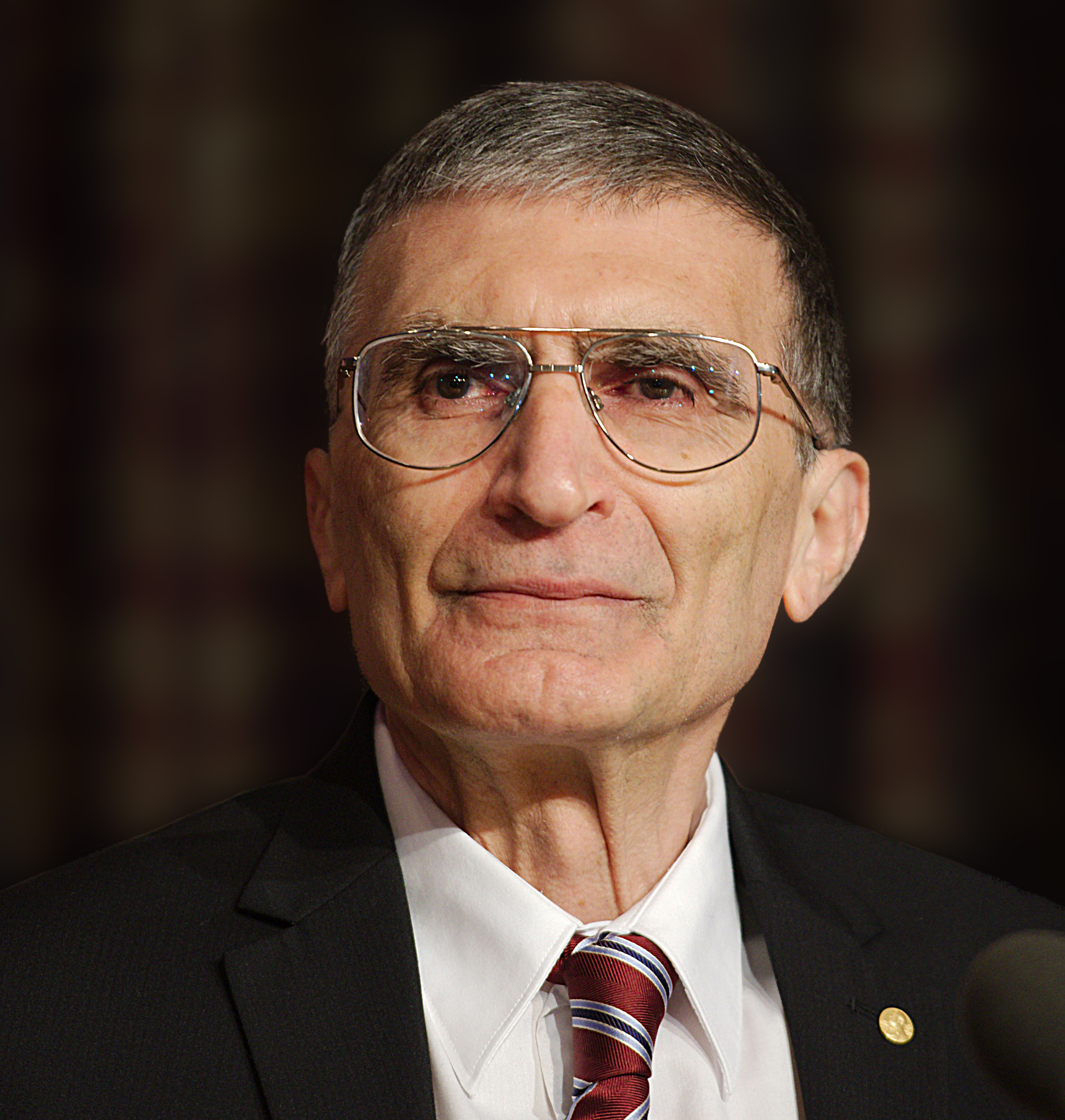
Aziz Sancar, người đoạt Giải Nobel Hóa học
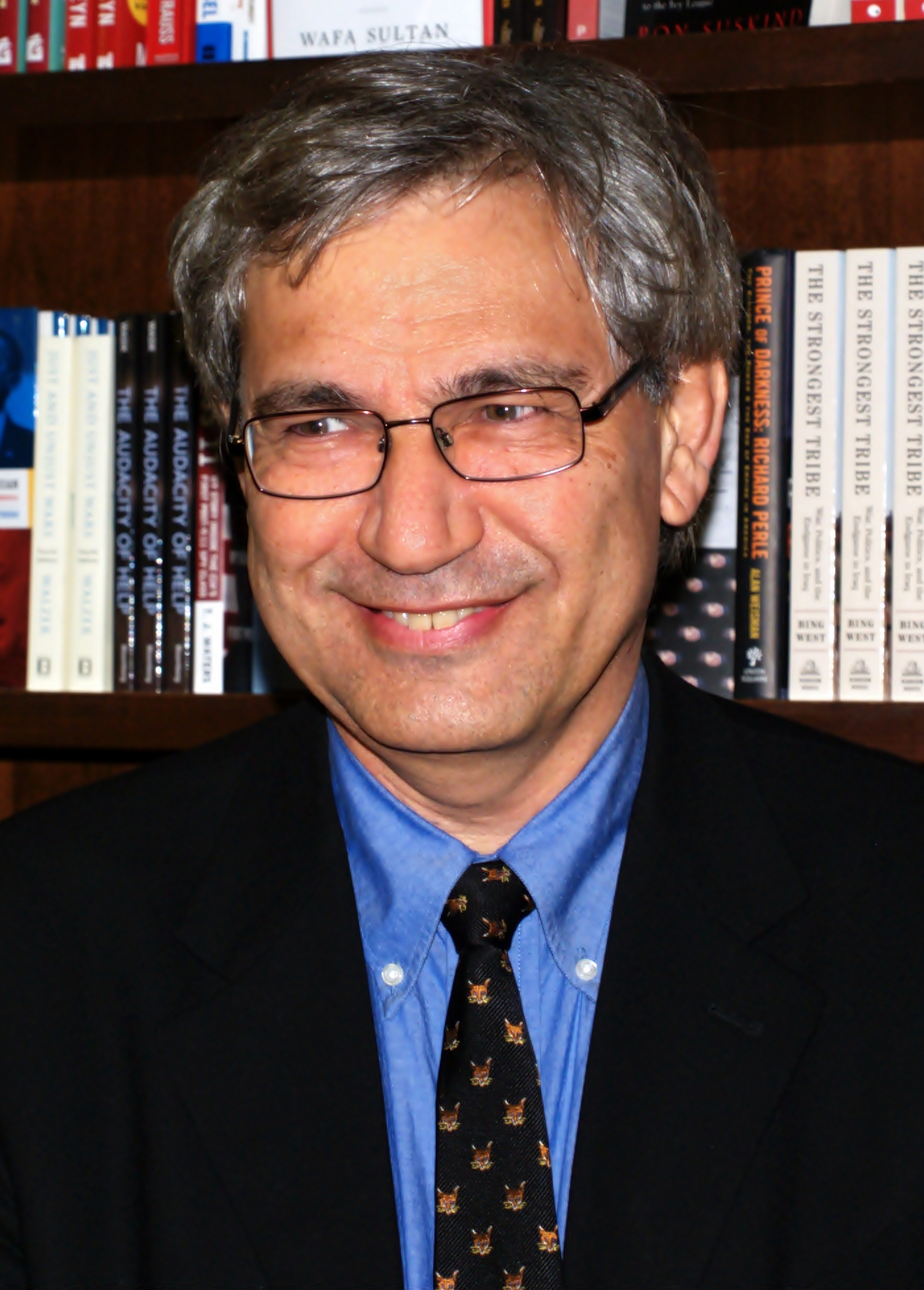
Orhan Pamuk, người đoạt Giải Nobel Văn học
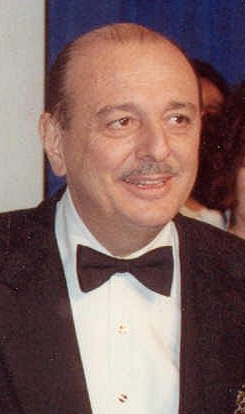
Arif Mardin, nhà sản xuất âm nhạc người Mỹ gốc Thổ Nhĩ đoạt 11 Giải Grammy
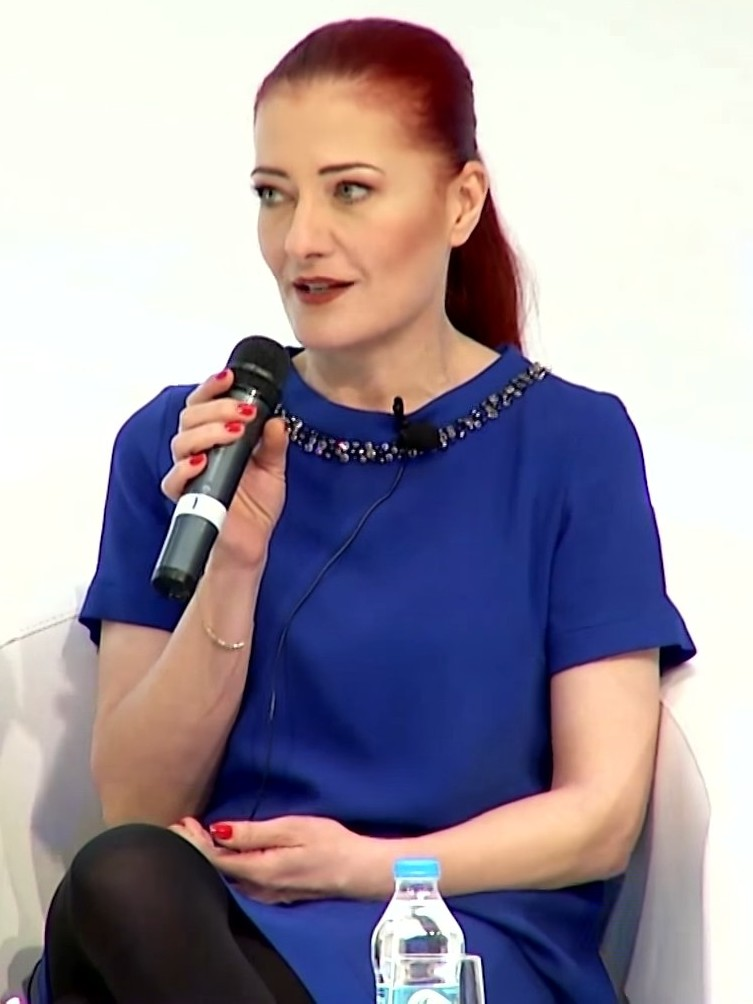
Candan Erçetin, ca sĩ kiêm người sáng tác nhạc người Thổ Nhĩ Kỳ
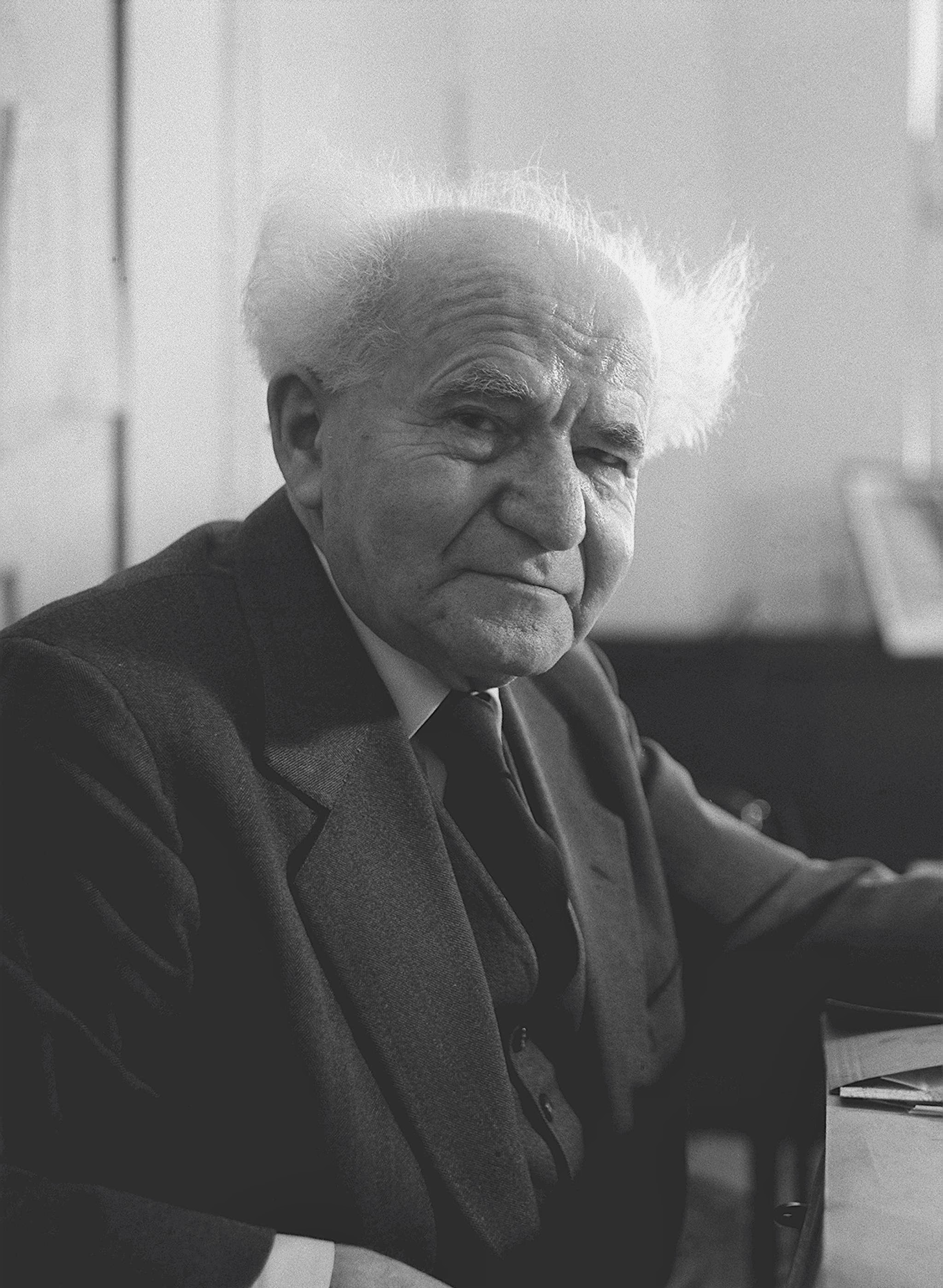
David Ben-Gurion, người sáng lập Israel
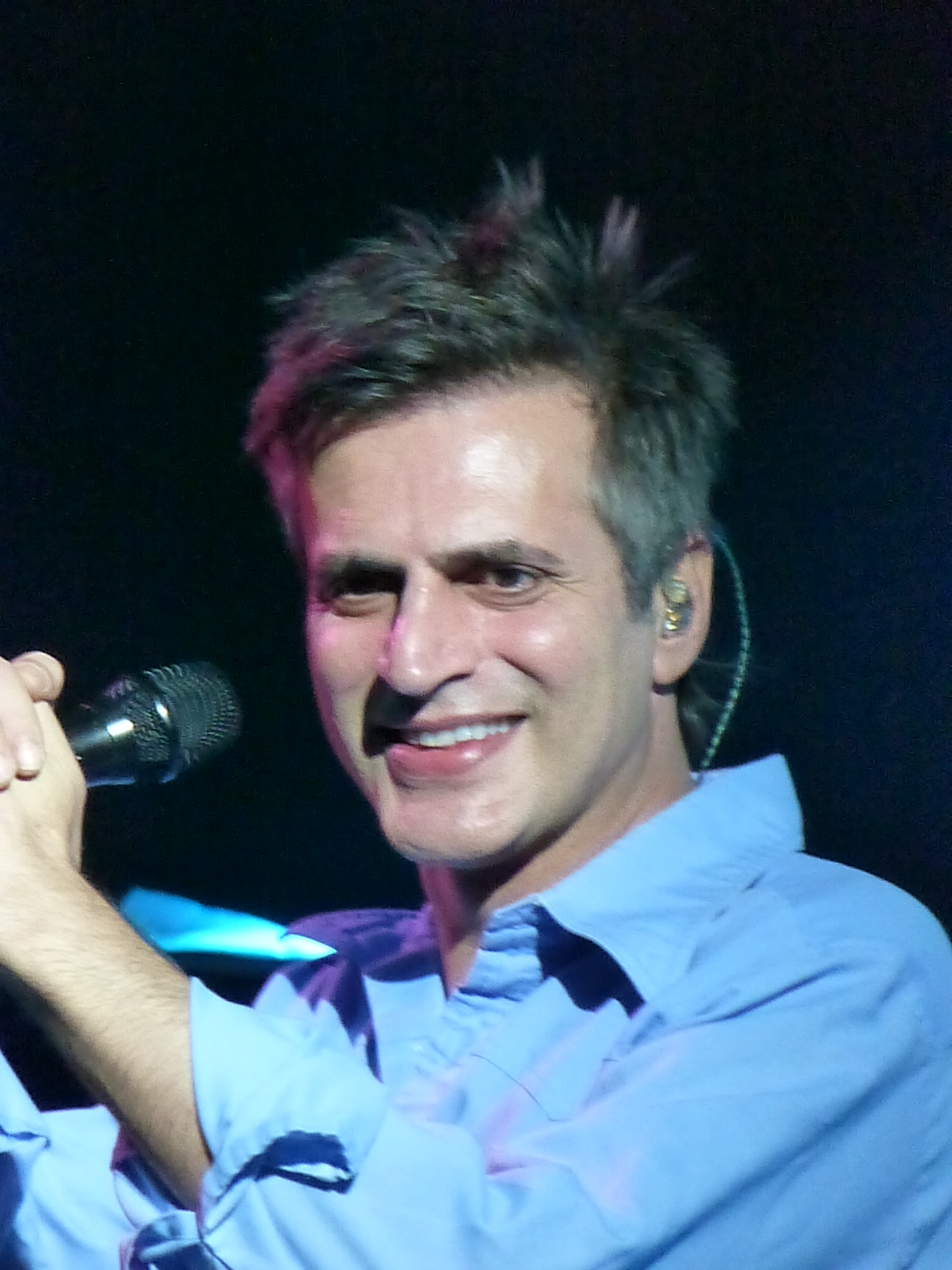
Teoman, ca sĩ kiêm người sáng tác nhạc người Thổ Nhĩ Kỳ

## Hình ảnh

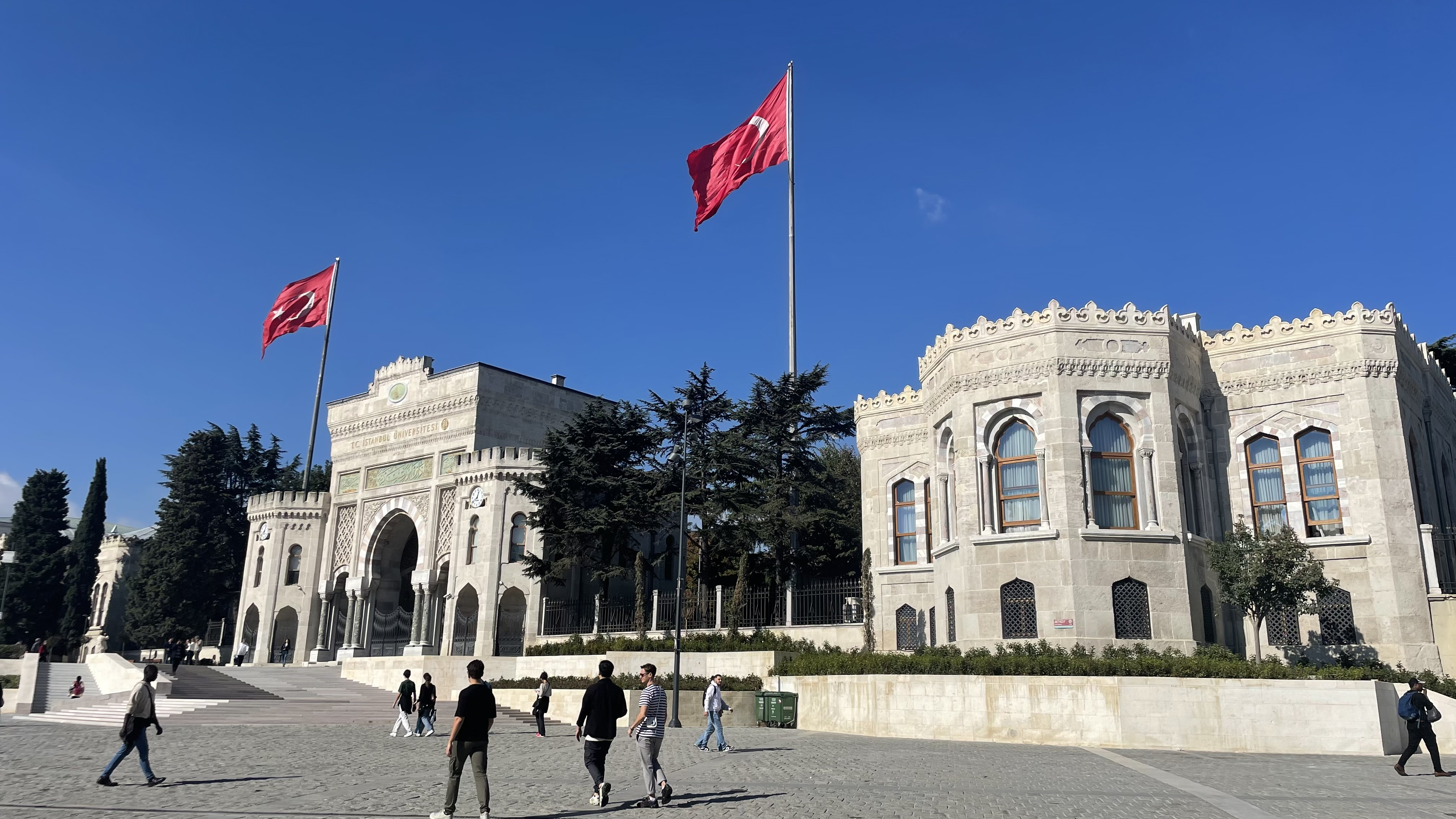
The Monumental Entrance Gate of the Istanbul University
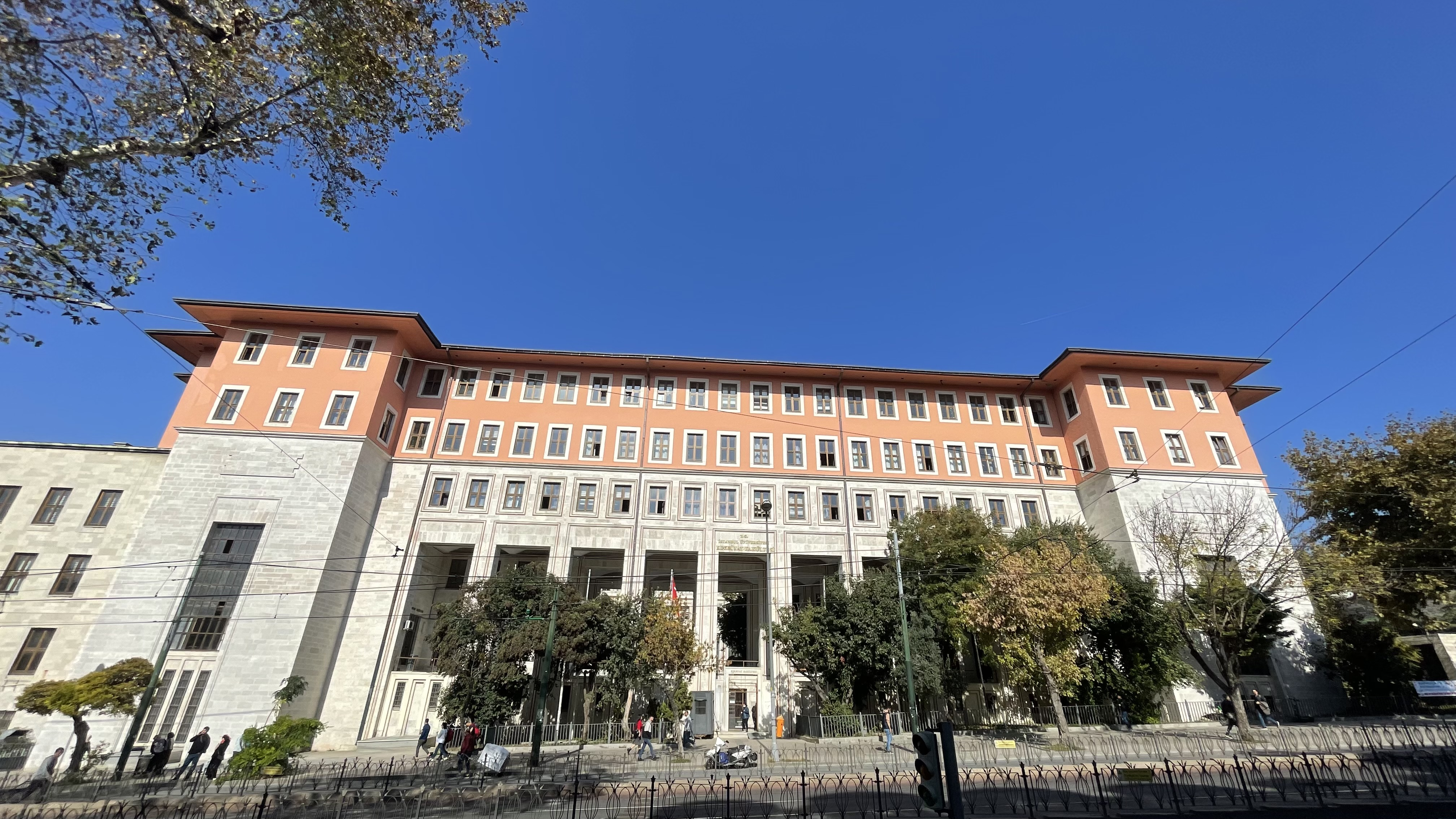
The Zeynep Hanım Mansion at Istanbul University Faculty of Literature
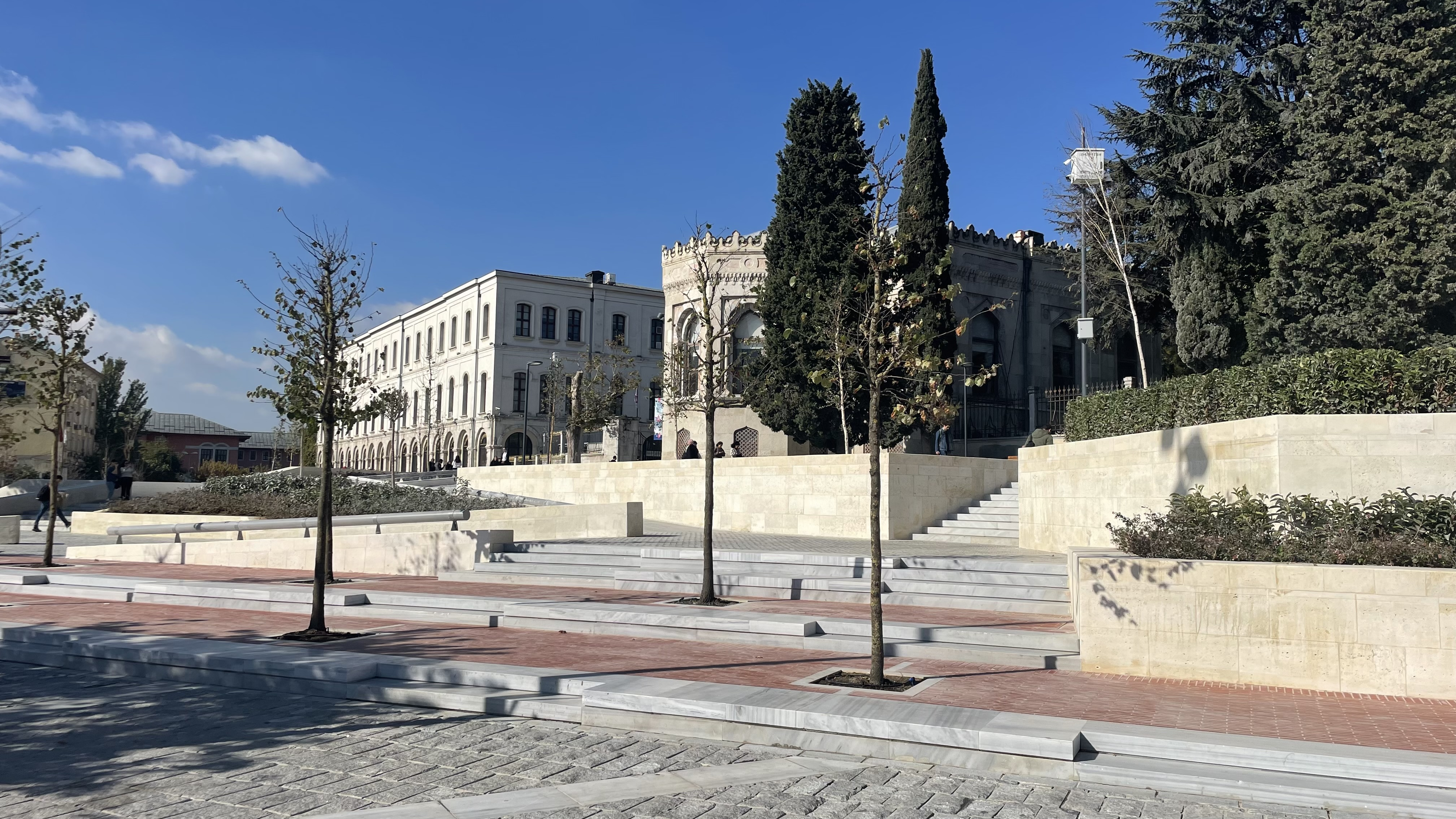
Istanbul University Faculty of Pharmacology
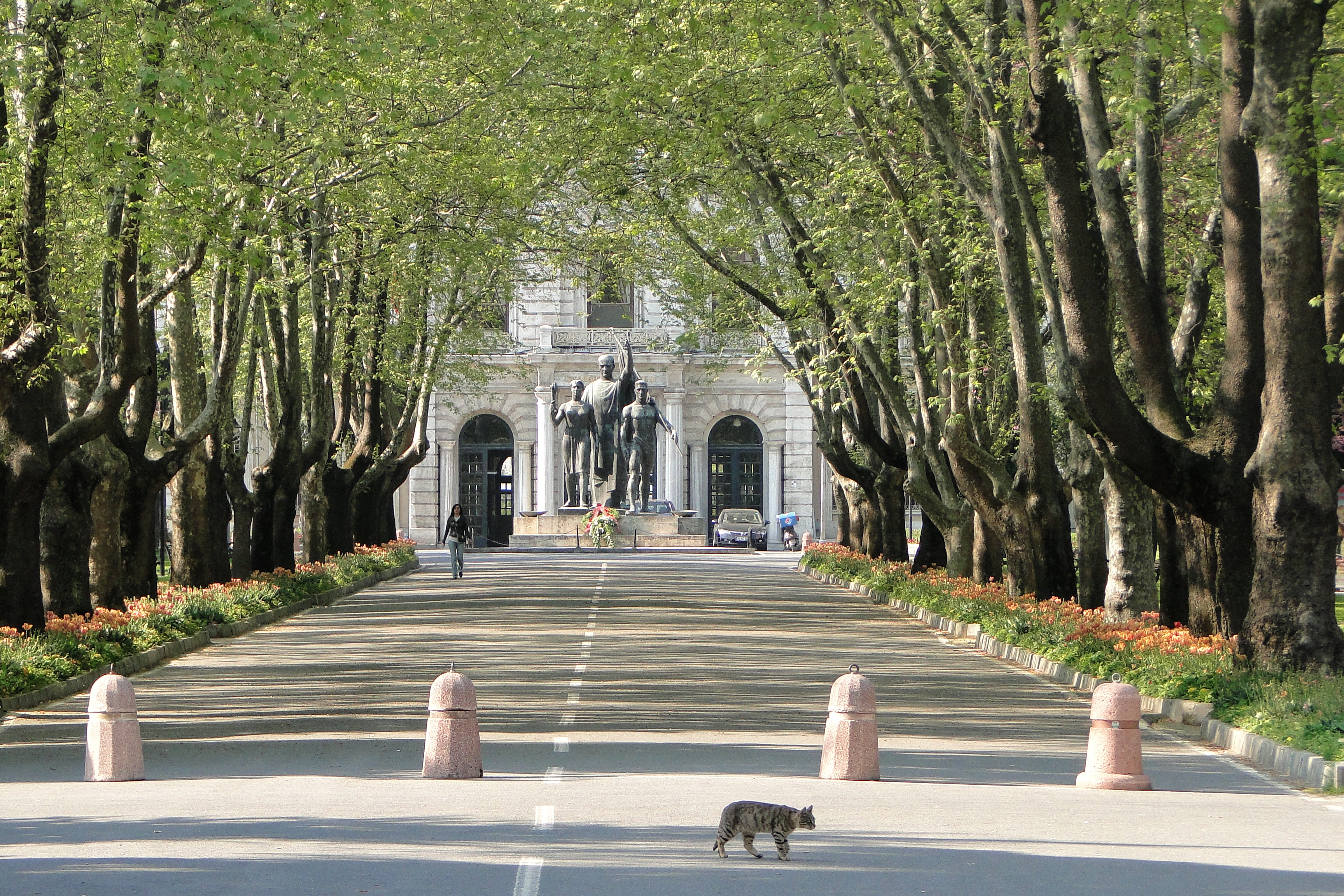
Istanbul University Beyazıt Campus
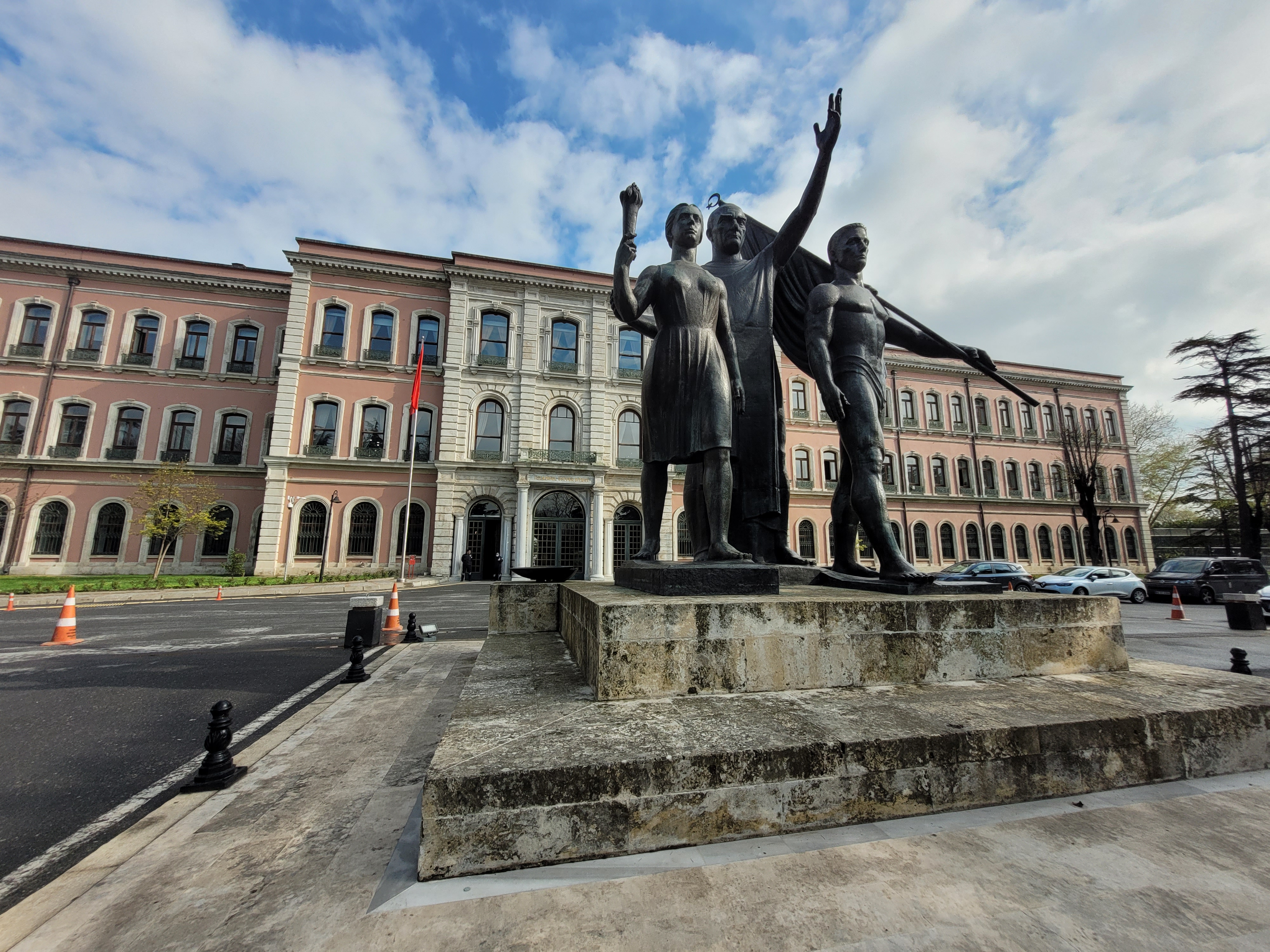
Istanbul University Rectorate
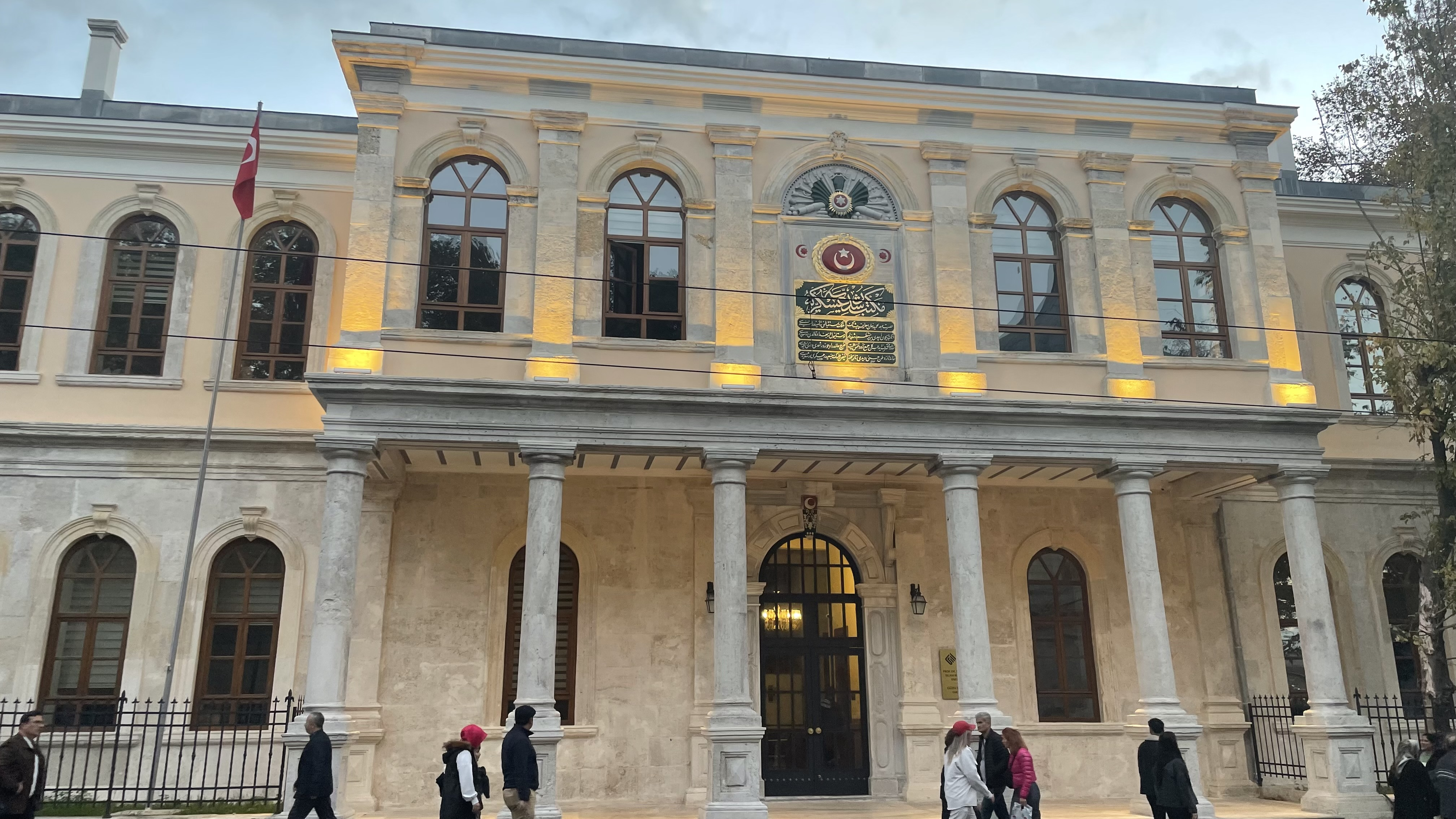
Istanbul University Faculty of Political Sciences Gülhane Building
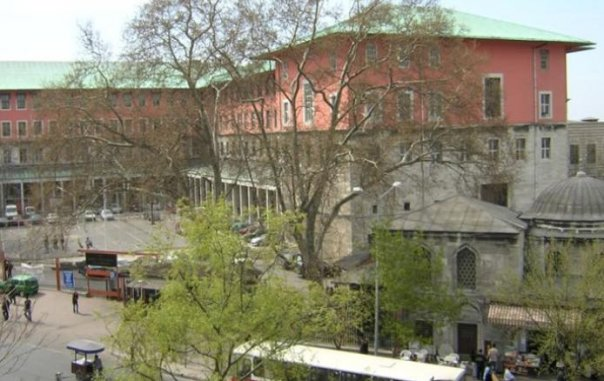
Istanbul University Faculty of Science
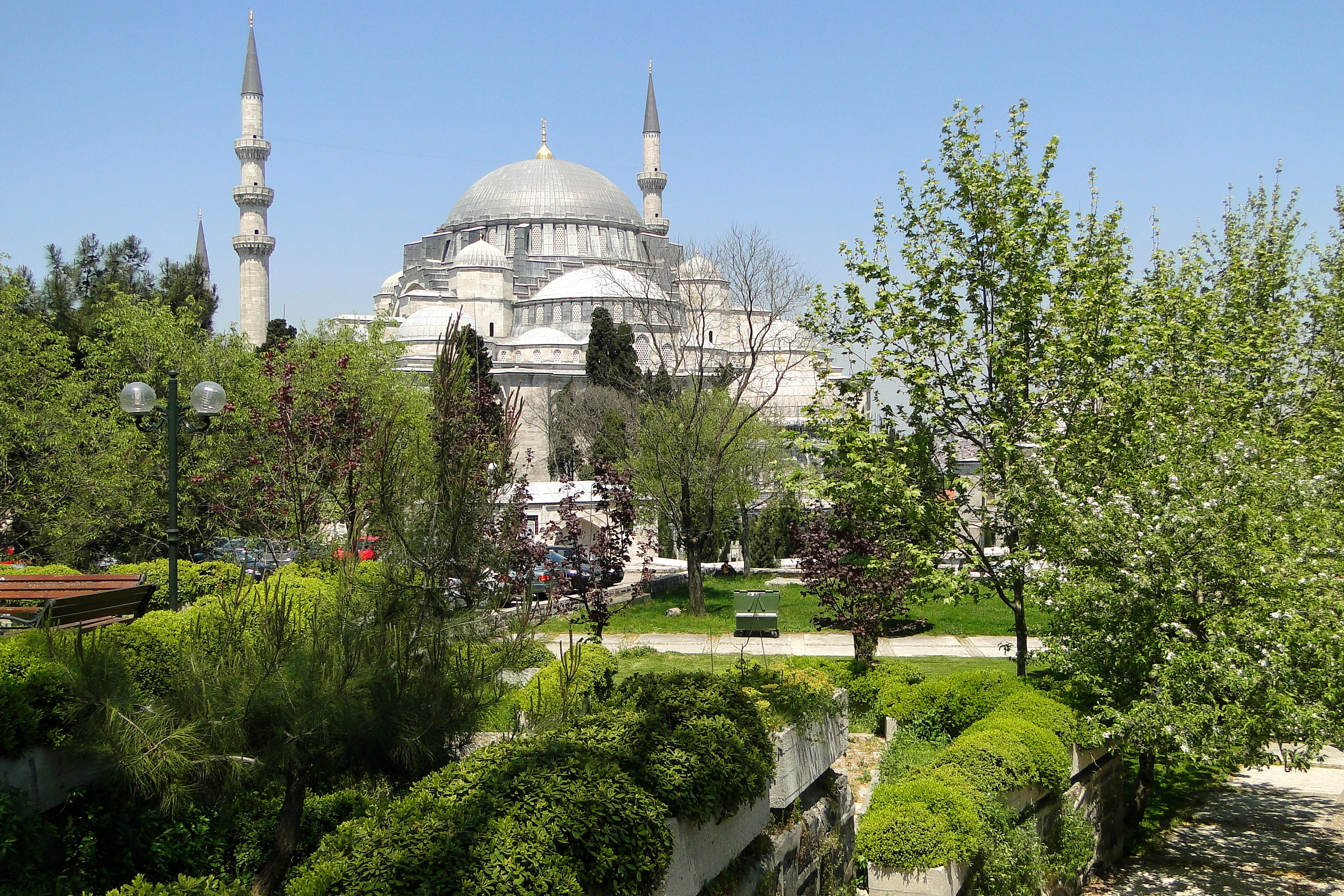
The Garden of Istanbul University, with the Süleymaniye Mosque
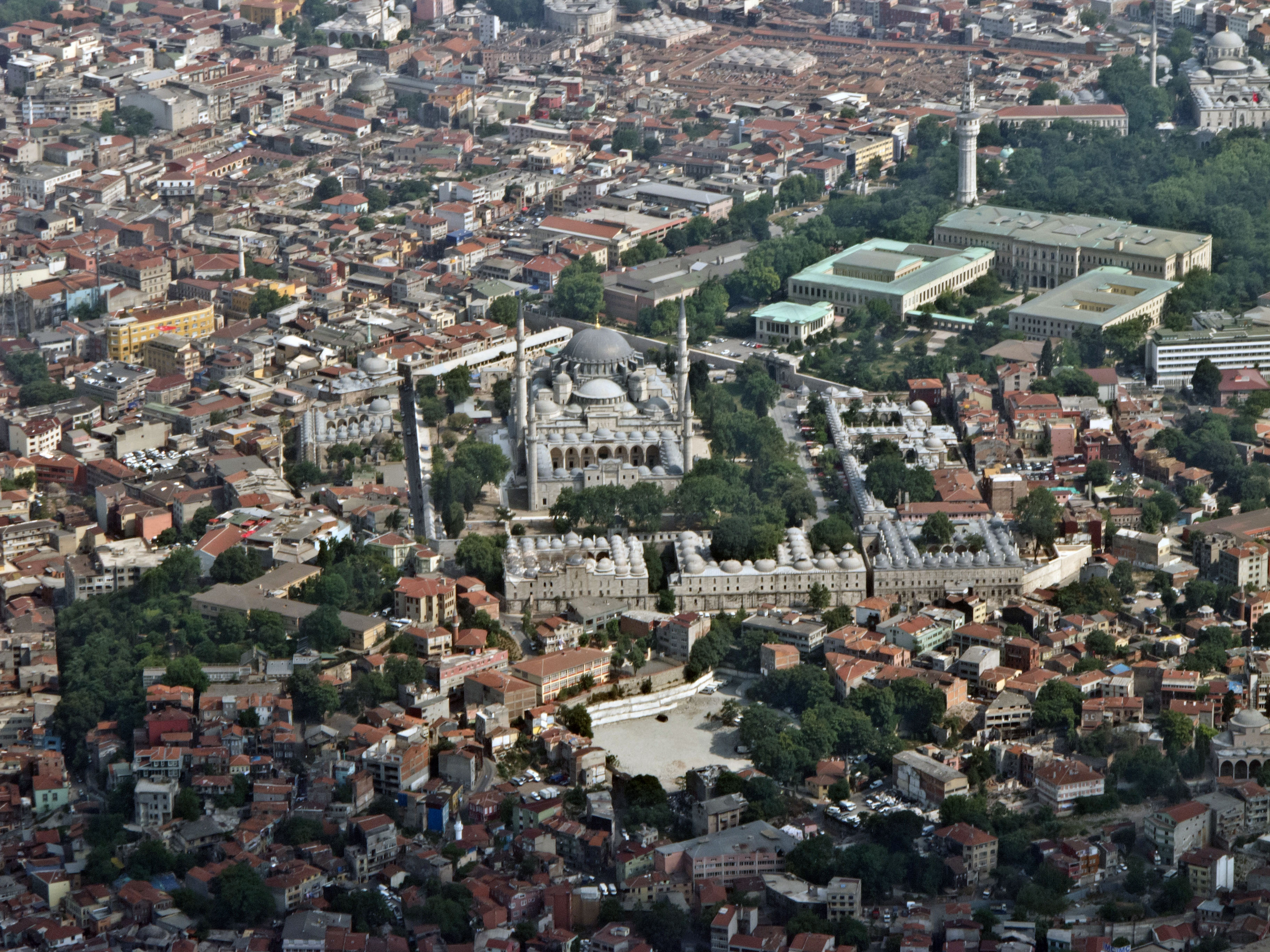
Aerial view of the Süleymaniye Mosque and Istanbul University
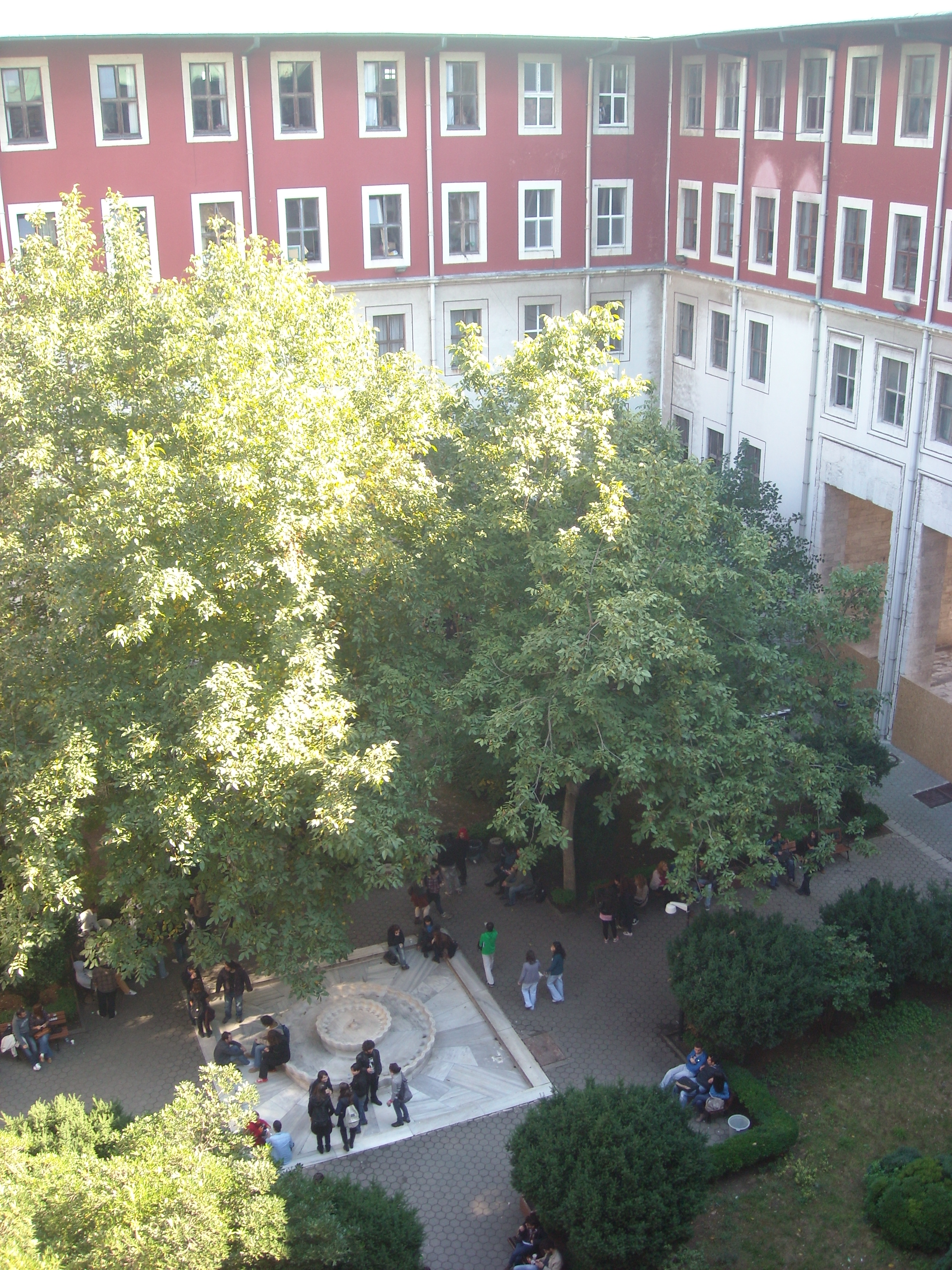
The Courtyard of Istanbul University Faculty of Literature
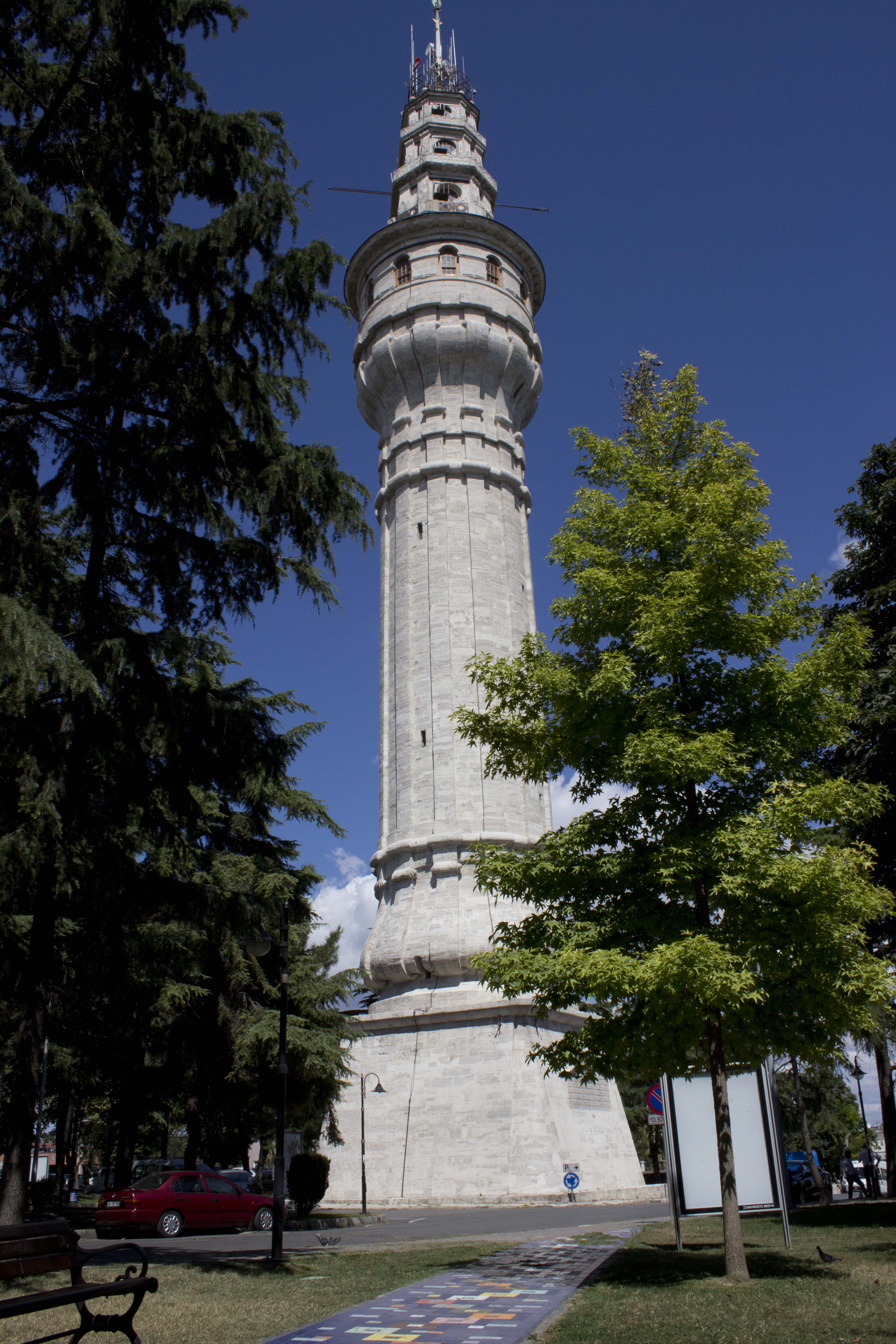
Beyazıt Tower in Istanbul University Main Campus
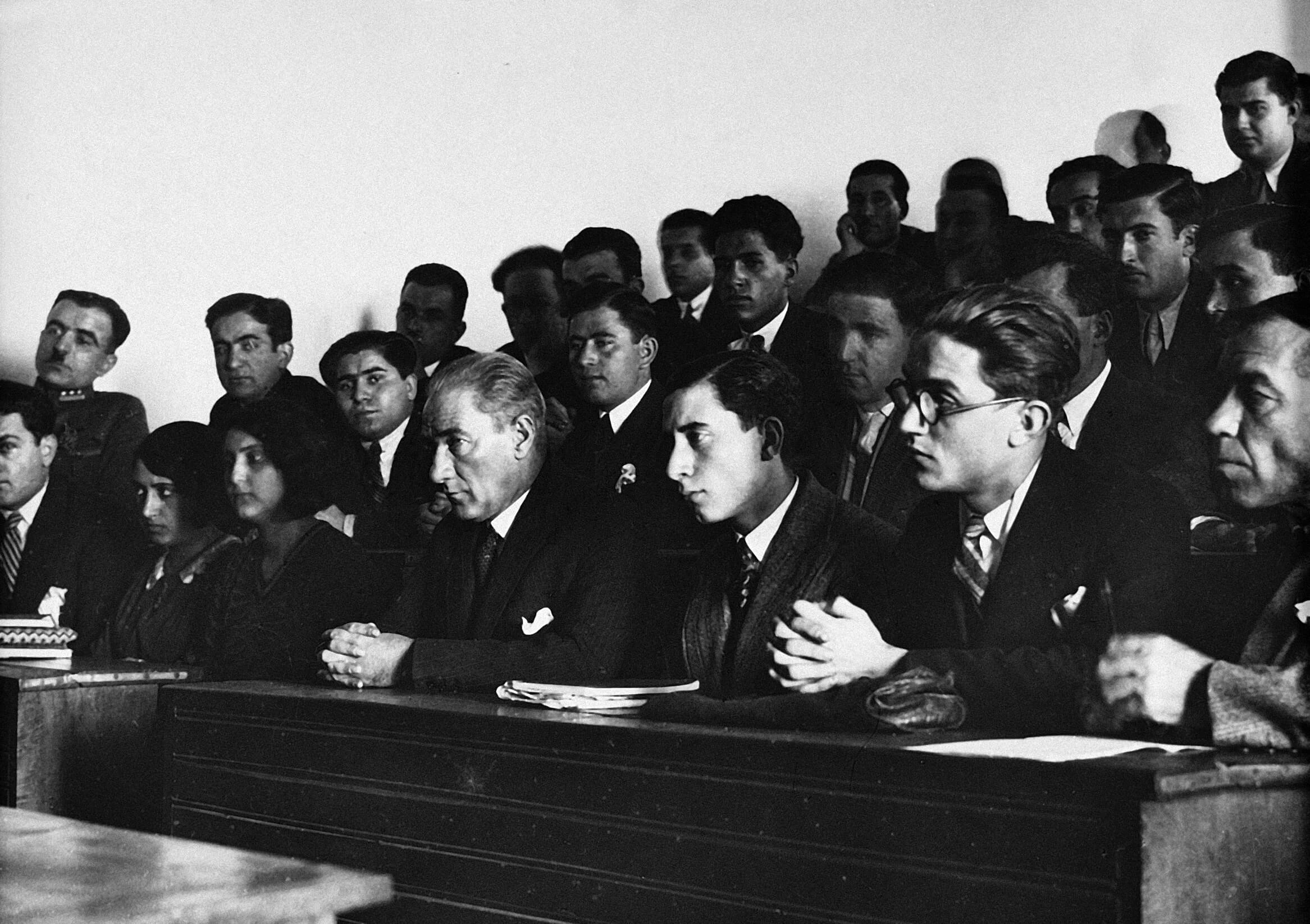
Mustafa Kemal Atatürk in Istanbul University Law School
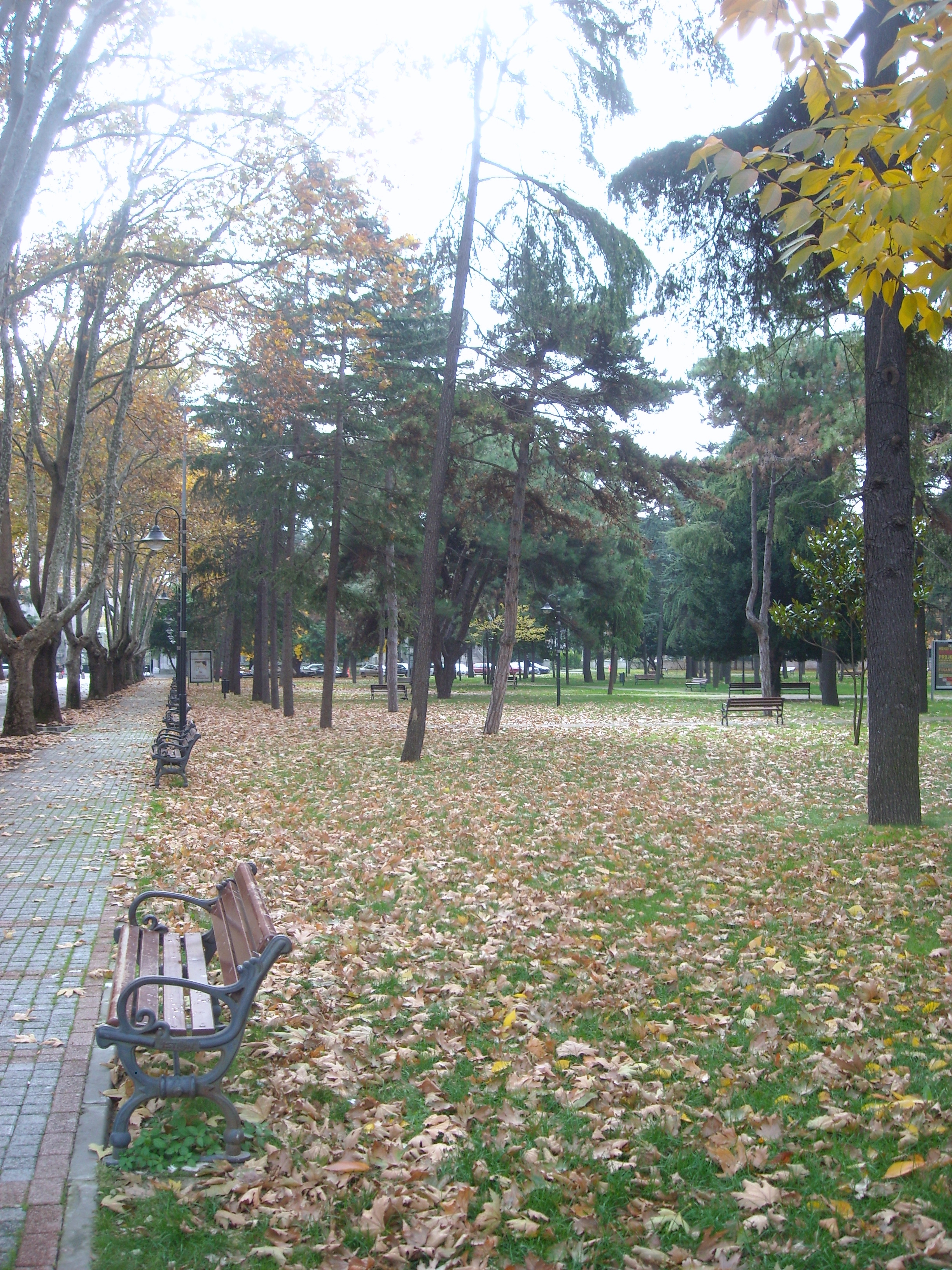
Istanbul University Beyazıt Campus
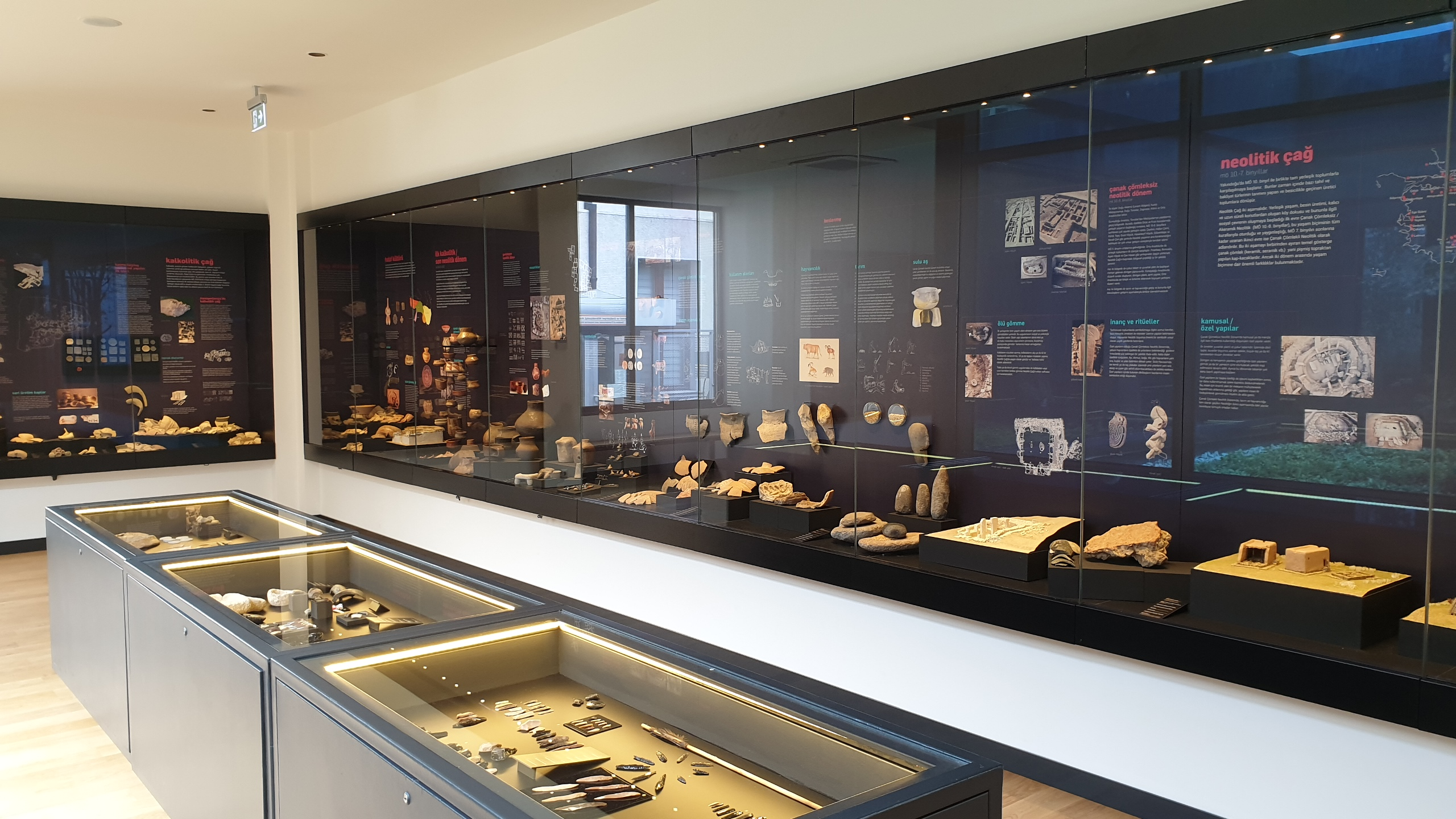
Istanbul University Rıdvan Çelikel Archaeological Museum